# Sædskifte
|  | Sammenskrivningsforslag Artiklen Sædskifte er foreslået føjet ind i Vekseldrift. (Siden juni 2020) Diskutér forslaget |

Ved sædskifte dyrker man ikke de samme afgrøder på samme areal år efter år, men veksler mellem forskellige afgrøder. Det er en ældgammel erfaring, at der som regel kan dyrkes mere på et jordstykke, når man lader afgrøderne afløse hinanden, end når man stadig dyrker den samme afgrøde på det samme areal. Det har flere årsager:
Tidligere mente man, at den væsentligste grund er, at jorden vil blive tømt for de næringsstoffer, en bestemt plante har behov for, når man fastholder dyrkning af samme plante på stykket år efter år. Selv om det har en vis betydning, så er det næppe den vigtigste grund til nedgang i udbyttet. For dels kan man tilføre de muligvis manglende næringsstoffer, og dels bruger mange af de almindeligst dyrkede nytteplanter omtrent samme mængde af de samme næringsstoffer til deres normale udvikling.
Derimod har hver nytteplante sine egne fjender, både inden for dyre- og planteriget, og ved dyrkning af den samme plante på samme stykke vil dens fjender få gunstige betingelser for deres udvikling og formering, så angrebet efterhånden bliver ødelæggende for dyrkningen af vedkommende nytteplante. Alene af den grund skifter man mellem afgrøderne, men da man har brug for forskellige afgrøder i et almindeligt landbrug, og oftest i lige store mængder af dem fra år til år, dækker man begge behov ved at inddele det givne areal i samme antal lige store dele, som man ønsker forskellige afgrøder. Her lader man så afgrøderne skifte i en bestemt rækkefølge — frugtfølgen — på de forskellige jordstykker.
En tredje grund til at gennemføre sædskifte er den, at de forskellige nytteplanter kræver forskellig behandling af jorden, sådan at den får en varieret bearbejdning i løbet af en sædskifteturnus. Når man f.eks. dyrker de forskellige hakfrugter, som kræver kraftig og gentagen jordbearbejdning (og ukrudtsbekæmpelse), kan man opnå, at den tilbagevendende braklægning kan udskydes eller måske helt undværes. Desuden har det også betydning, at de dyrkede nytteplanter efterlader jorden i forskellig tilstand, fordi nogle har en kraftig rodudvikling, der skaber en porøs jord, medens andre, for eksempel de ærteblomstrede, beriger jorden med kvælstof på grund af deres symbiose med kvælstofsamlende bakterier. Her er der tale om den såkaldte forfrugtvirkning på jorden.